# Dagboeken van activiteit en rust
Dagboeken van activiteit en rust (qijuzhu) zijn de dagelijkse overzichten van uitspraken en daden gedaan door een Chinese keizer. De dagboeken stonden aan de basis van een reeks bewerkingen, waarbij de documenten uit een regeringsperiode steeds beknopter werden weergegeven en waaruit uiteindelijk de officiële dynastieke geschiedenissen werden samengesteld.
Qijuzhu werden bijgehouden sinds de Oostelijke Han-dynastie. De mate van nauwkeurigheid was afhankelijk van de regeerstijl van de keizer (veel of weinig overleg met ambtenaren) en van zijn wens tot geheimhouding. Er zijn geen dagboeken bewaard gebleven van de periode vóór de Ming-dynastie. Tijdens de periode tussen 1368 en 1573 van de Ming-dynastie werden ze in het geheel niet bijgehouden. De daarna samengestelde dagboeken zijn wél grotendeels bewaard gebleven. Dit geldt voor zowel de resterende Ming- als voor de Qingperiode. Zij hebben als historische bron een hoge mate van betrouwbaarheid, omdat de betreffende activiteit onmiddellijk werd genoteerd en omdat ze uitdrukkelijk niet waren bedoeld om openbaar te worden gemaakt.
De dagboeken voor de periode 1573-1615 zijn in de jaren 1980 gepubliceerd. Dit gebeurde ook met de dagboeken uit de regeerperiodes van de Kangxi (1661-1722), Yongzheng (1722-1735), Daoguang (1820-1850), Xianfeng (1850-1861), Tongzhi (1861-1875) en Guangxu (1875-1908) keizers. De dagboeken van de Qing-keizers zijn verschenen in zowel het Chinees als in het Mantsjoe.